# إزالة الأيونات بالسعة
إزالة التأين بالسعة (CDI)

رسم توضيحي لجهاز إزالة التأين بالسعة

هي تقنية لإزالة الأيونات من الماء من خلال تطبيق فرق الجهد الكهربائي على قطبين، والتي غالبًا ما تكون مصنوعة من الكربون المسامي.
تتم إزالة الأنيونات،(أيونات ذات شحنة سالبة)، من الماء ويتم تخزينها في القطب المستقطب بشكل إيجابي. وبالمثل، يتم تخزين الكاتيونات (الشحنة الموجبة) في الكاثود، وهو القطب المستقطب سلبًا.
ويستخدم CDI أساسا ل تحلية المياه من المياه المالحة، وهو الماء مع منخفضة أو تركيز الملح معتدلة (أقل من 10 جم / لتر).
تكنولوجيات أخرى لإزالة الأيونات الماء هي، من بين أمور أخرى، التقطير، التناضح العكسي والكهربي. مقارنة بالتناضح العكسي والتقطير، تعتبر CDI تقنية موفرة للطاقة لتحلية المياه المالحة.
هذا بشكل رئيسي لأن CDI يزيل أيونات الملح من الماء، في حين أن التقنيات الأخرى تستخرج الماء من محلول الملح. 
تمت الإشارة تاريخياً إلى CDI باسم إزالة المعادن الكهروكيميائية، أو «عملية الامتصاص الكهربائي لتحلية المياه»، أو الامتصاص الكهربائي لأيونات الملح. كما أنها تسمي بأسماء تحلية سعوية، أو في الأدبيات التجارية باسم "CapDI".

## التاريخ
في عام 1960، أفاد بلير ومورفي بمفهوم التنقية الكهروكيميائية للمياه.
في تلك الدراسة، افترض أنه تمت إزالة الأيونات عن طريق التفاعلات الكهروكيميائية مع مجموعات كيميائية محددة على جزيئات الكربون في الأقطاب الكهربائية.
في عام 1971 قدم جونسون ونيومان نظرية للانتقال الأيوني في أقطاب كربون مسامية لتخزين CDI وتخزين الأيونات وفقًا لآلية المكثف.  منذ عام 1990 فصاعدًا، جذب CDI مزيدًا من الاهتمام بسبب تطوير مواد إلكترود جديدة، مثل الهباء الجوي الكربوني وأقطاب أنابيب الكربون النانوية. في عام 1996، فارمر وآخرون. كما قدم مصطلح إزالة التأين بالسعة واستخدم الاختصار الشائع الآن "CDI" لأول مرة.  في عام 2004، تم إدخال إزالة التأين بالسعة الغشائية في براءة اختراع ل Andelman

## دوراتالانتزازووالامتزاز
يمر تشغيل نظام CDI التقليدي عبر مرحلتين: مرحلة الامتزاز حيث يتم تحلية المياه ومرحلة الامتزاز (الادمصاص) حيث يتم إعادة توليد الأقطاب الكهربائية. خلال مرحلة الامتزاز، يتم تطبيق فرق محتمل على قطبين ويتم امتصاص الأيونات من الماء. في حالة CDI مع أقطاب الكربون المسامية، يتم نقل الأيونات من خلال المسام بين الجسيمات لقطب الكربون المسامي إلى المسام داخل الجسيمات، حيث يتم امتصاص الأيونات بالكهرباء في ما يسمى الطبقات الكهربائية المزدوجة (EDLs). بعد تشبع الأقطاب الكهربائية بالأيونات، يتم إطلاق الأيونات الممتصة لتجديد الأقطاب. يتم عكس أو تقليل الفرق المحتمل بين الأقطاب الكهربائية إلى الصفر. وبهذه الطريقة، تغادر الأيونات مسام الإلكترود ويمكن طردها من خلية CDI مما يؤدي إلى تدفق السوائل مع تركيز الملح العالي، ما يسمى تيار المحلول الملحي أو التركيز. يمكن استرداد جزء من مدخلات الطاقة المطلوبة خلال مرحلة الامتزاز خلال خطوة الامتزاز هذه.
|  |  |

## امتزاز (امتصاص) الأيونات من المياه المالحة لتحلية المياه
امتصاص الأيونات من الماء العذب لتجديد الأقطاب الكهربائية
تحرير الامتزاز الأيوني في الطبقات الكهربائية المزدوجة
يجب دائمًا تعويض أي مبلغ من الرسوم بنفس القدر من الرسوم المضادة. على سبيل المثال، في محلول مائي، يساوي تركيز الأنيونات تركيز الكاتيونات. ومع ذلك، في EDLs المتكونة في المسام داخل الجسيمات في قطب قائم على الكربون، يمكن زيادة نوع واحد من الأيونات على الآخر، ولكن يجب تعويضه بشحنة كهربائية في مصفوفة الكربون. في التقريب الأول، يمكن وصف هذا EDL باستخدام نموذج Gouy-Chapman-Stern ، الذي يميز ثلاث طبقات مختلفة:
مصفوفة الكربون المسامية، والتي تحتوي على الشحنة الكهربائية في هيكل الكربون.
تقع طبقة ستيرن بين مصفوفة الكربون والطبقة المنتشرة. طبقة ستيرن هي طبقة عازلة، أي أنها تفصل بين طبقتين بشحنة، لكنها لا تحمل أي شحنة بحد ذاتها.
الطبقة المنتشرة، حيث تعوض الأيونات الشحنة الكهربائية لمصفوفة الكربون. يتم توزيع الأيونات بشكل منتشر في هذه الطبقة. غالبًا ما يمكن تقريب عرض الطبقة المنتشرة باستخدام طول Debye ، وتمييز المسافة لتركيز الأيونات المضادة لتقليلها بواسطة العامل 1 / e. لتوضيح ذلك، يبلغ طول ديباي حوالي 3.1 نانومتر عند 20 درجة مئوية ولمحلول NaCl 10 ملي مولار. هذا يعني أن أكثر من 95 ٪ من الشحنة الكهربائية في مصفوفة الكربون يتم تعويضها في طبقة منتشرة بعرض حوالي 9 نانومتر.
عند شحن مصفوفة الكربون، يجب تعويض الشحنة بشحنة أيونية في الطبقة المنتشرة. يمكن القيام بذلك إما عن طريق امتزاز المناظير، أو امتزاز الكوابل (أيونات ذات علامة شحن متساوية مثل تلك الموجودة في مصفوفة الكربون).
طبقة كهربائية مزدوجة (نموذج وفقًا لنظرية Gouy-Chapman-Stern)
إلى جانب امتزاز الأنواع الأيونية بسبب تكوين EDLs في المسام داخل الجسيمات، يمكن أن تشكل الأيونات رابطة كيميائية مع مساحة سطح جزيئات الكربون أيضًا. وهذا ما يسمى الامتزاز المحدد، بينما يشار إلى امتزاز الأيونات في EDLs باسم الامتزاز غير المحدد